# 118 (getal)
118 is het natuurlijke getal volgend op 117 en voorafgaand aan 119.

## In de wiskunde
Er is geen oplossing voor Eulers totiëntvergelijking φ(x) = 118, waarmee 118 een niettotiënt is.

## Overig
Honderdachttien is ook:
- het jaar 118 B.C. of het jaar A.D. 118
- een waarde uit de E-reeksen E96 en E192
- Het scheikundig element met atoomnummer 118 is oganesson (Og)